# Эльбёф (кантон)
Эльбёф (фр. Elbeuf) — кантон во Франции, находится в регионе Нормандия, департамент Приморская Сена. Входит в состав округа Руан.

## История
До 2015 года в состав кантона входили коммуны Ла-Лонд, Ориваль, Сент-Обен-ле-Эльбёф и Эльбёф. 
В результате реформы 2015 года состав кантона был изменен.

## Состав кантона с 22 марта 2015 года
В состав кантона входят коммуны (население по данным Национального института статистики Архивная копия от 7 ноября 2021 на Wayback Machine за 2018 г.):
- Гран-Курон (9 716 чел.)
- Ла-Буй (738 чел.)
- Ла-Лонд (2 346 чел.)
- Мулино (935 чел.)
- Ориваль (904 чел.)
- Эльбёф (16 205 чел.)

## Политика
На президентских выборах 2022 г. жители кантона отдали в 1-м туре Жану-Люку Меланшону 27,4 % голосов против 26,5 % у Марин Ле Пен и 23,8 % у Эмманюэля Макрона; во 2-м туре в кантоне победил Макрон, получивший 57,4 % голосов. (2017 год. 1 тур: Жан-Люк Меланшон – 27,0 %, Марин Ле Пен – 25,1 %, Эмманюэль Макрон – 20,9 %, Франсуа Фийон – 11,5 %; 2 тур: Макрон – 62,2 %. 2012 год. 1 тур: Франсуа Олланд — 35,8 %, Марин Ле Пен — 19,1 %, Николя Саркози — 18,3 %; 2 тур: Олланд — 63,7 %. 2007 год. 1 тур: Сеголен Руаяль — 33,9 %, Саркози — 23,9 %; 2 тур: Руаяль — 56,3 %).
С 2015 года кантон в Совете департамента Приморская Сена представляют мэр города Гран-Курон Жюли Лесаж (Julie Lesage) и сенатор, бывший президент Генерального совета департамента Приморская Сена Дидье Мари (Didier Marie) (оба — Социалистическая партия).
|                | Кандидаты               | Партия                   | Первый тур | Первый тур     | Второй тур | Второй тур |
| Кол-во голосов | Кандидаты               | Партия                   | % голосов  | Кол-во голосов | % голосов  |            |
| -------------- | ----------------------- | ------------------------ | ---------- | -------------- | ---------- | ---------- |
|                | Жюли Лесаж Дидье Мари   | Социалистическая партия  | 2 841      | 50,35          | 3 882      | 72,81      |
|                | Стелли Леру Жимми Фино  | Национальное объединение | 1 190      | 21,09          | 1 450      | 27,19      |
|                | Дени Саго Женнифер Сере | Коммунистическая партия  | 901        | 15,97          |            |            |
|                | Лоик Дево Лидия Мейер   | Разные правые            | 710        | 12,58          |            |            |

|                | Кандидаты                   | Партия                  | Первый тур | Первый тур     | Второй тур | Второй тур |
| Кол-во голосов | Кандидаты                   | Партия                  | % голосов  | Кол-во голосов | % голосов  |            |
| -------------- | --------------------------- | ----------------------- | ---------- | -------------- | ---------- | ---------- |
|                | Жюли Лесаж Дидье Мари       | Социалистическая партия | 3 260      | 37,34          | 5 187      | 62,84      |
|                | Николя Гури Изабель Жильбер | Национальный фронт      | 2 617      | 29,97          | 3 067      | 37,16      |
|                | Каролин Вольф Патрис Дюпре  | Левый фронт             | 1 551      | 17,76          |            |            |
|                | Давид Бюс Флоранс Плане     | Правый блок             | 1 303      | 14,92          |            |            |